# Стрибаючі лепрекони
Стрибаючі лепрекони (англ. Leapin' Leprechauns!) — американський фільм 1995 року.

## Сюжет
У старовинному ірландському замку живуть лепрекони і феї. А володіє ним старий Майкл Деннегі. Його син, який живе в Америці з дружиною, сином і донькою, мріє побудувати в старому маєтку парк розваг, але його батькові, лепреконам і феям ця ідея явно не сподобалася. Тоді син пішов на хитрість і запросив батька до себе погостювати, сподіваючись умовити старого. Але він ніяк не чекав, що разом з татом до нього приїдуть король лепреконів і королева фей.

## У ролях
| Актор            | Роль               |
| ---------------- | ------------------ |
| Ендрю Сміт       | Ендрю              |
| Джон Блузал      | Майкл Деннегі      |
| Рей Брайт        | батько Ендрю       |
| Джеремі Левін    | інспектор 1        |
| Майкл Гіґґінс    | інспектор 2        |
| Джеймс Елліс     | Патрік             |
| Сільвестр Маккой | Флінн              |
| Годфрі Джеймс    | король Кевін       |
| Йон Гайдук       | Майстер            |
| Тіна Мартін      | Мейв, королева фей |
| Грант Крамер     | Джон Деннегі       |
| Шерон Лі Джонс   | Сара Деннегі       |
| Грегорі Сміт     | Майкі Деннегі      |
| Еріка Гесс       | Мелані Деннегі     |